# Figarella
La Figarella est un fleuve côtier français qui coule dans le département de la Haute-Corse (Corse) et se jette dans la mer Méditerranée.

## Géographie

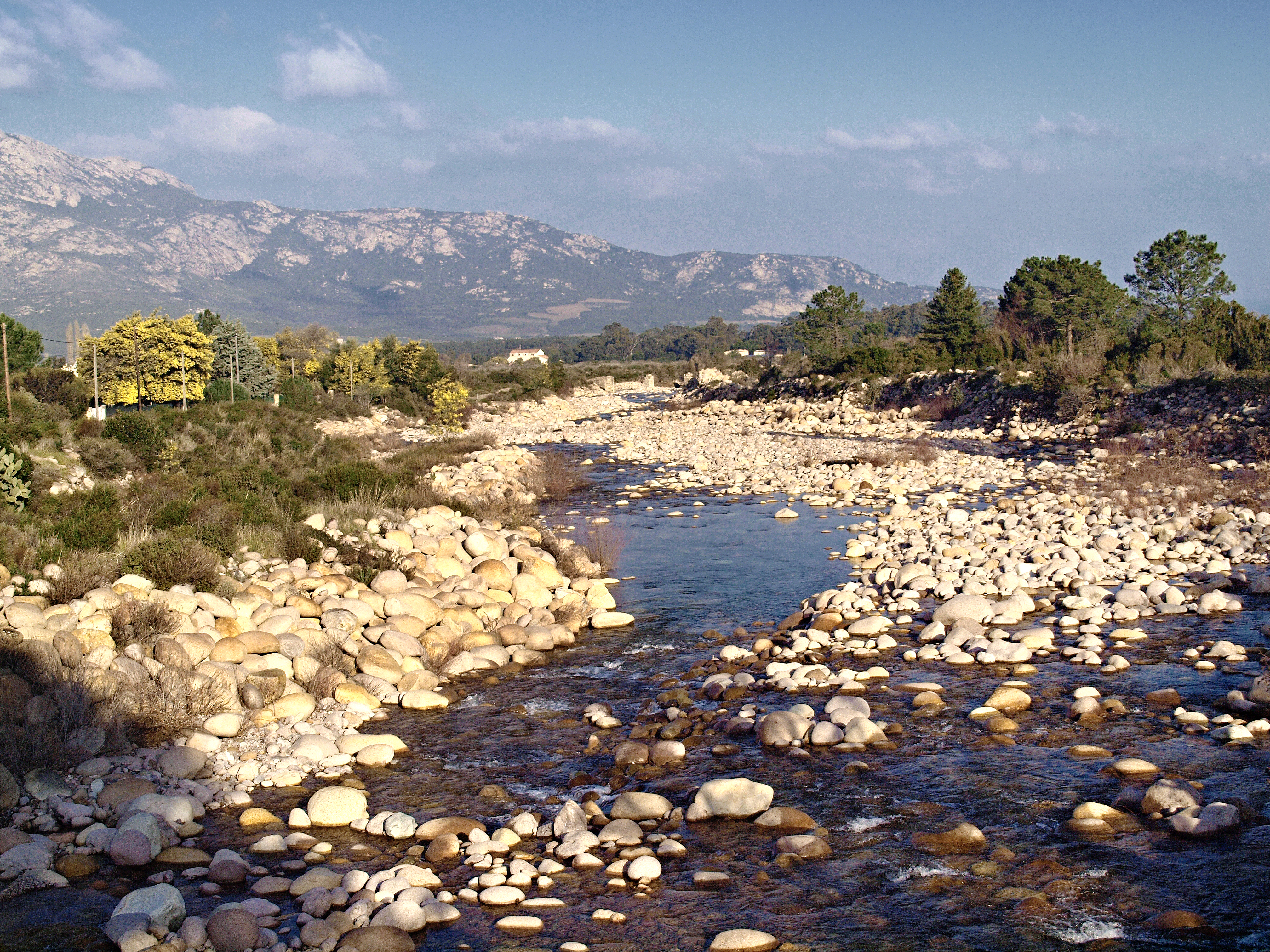
La Figarella en aval du pont RD 51

La longueur de son cours d'eau est de 24 km.
Dans sa partie haute, pour l'Institut national de l'information géographique et forestière, la Figarella s'appelle ruisseau de Lomitu ensuite ruisseau de Spasimata. Il naît sur les pentes nord de la Muvrella (2 148 m), à l'altitude de 1 930 mètres, juste au-dessus du lac de la Muvrella (1 867 m), sur la commune de Calenzana. À la sortie du cirque de Bonifatu, il s'écoule à travers la forêt de Bonifatu. Au lieu-dit Frassigna, où il prend le nom de rivière, son lit s'élargit, faisant apparaître de gros galets de granite rose tout au long de sa vallée. 6 km plus bas, depuis le lieu-dit Porta Vecchia, il longe et/ou traverse la commune de Moncale jusqu'à la passerelle où a lieu sa confluence avec le ruisseau de Pelliciani. Il repasse sur la commune de Calenzana jusqu'à la hauteur de l'aéroport international de Calvi Sainte-Catherine. Il termine sa course  à a Foce, sur la commune de Calvi, dans le golfe de Calvi, entre le centre équestre et le karting, à l'ouest du camp Raffalli.
Les fleuves côtiers voisins sont au sud le Fango et au nord le fiume Regino.

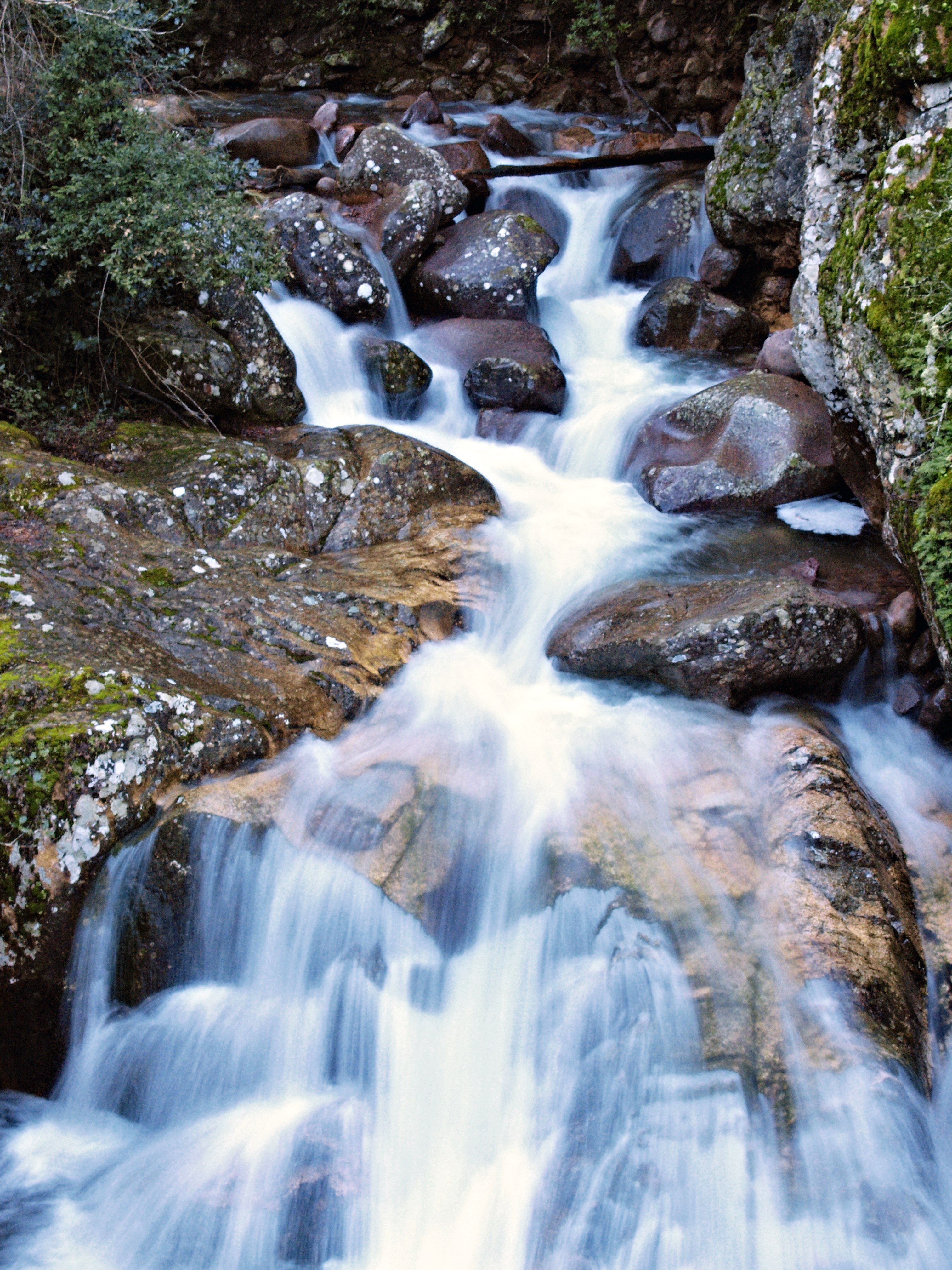
Ruisseau de Nocaghia en bout de la RD 251 - Forêt de Bonifatu

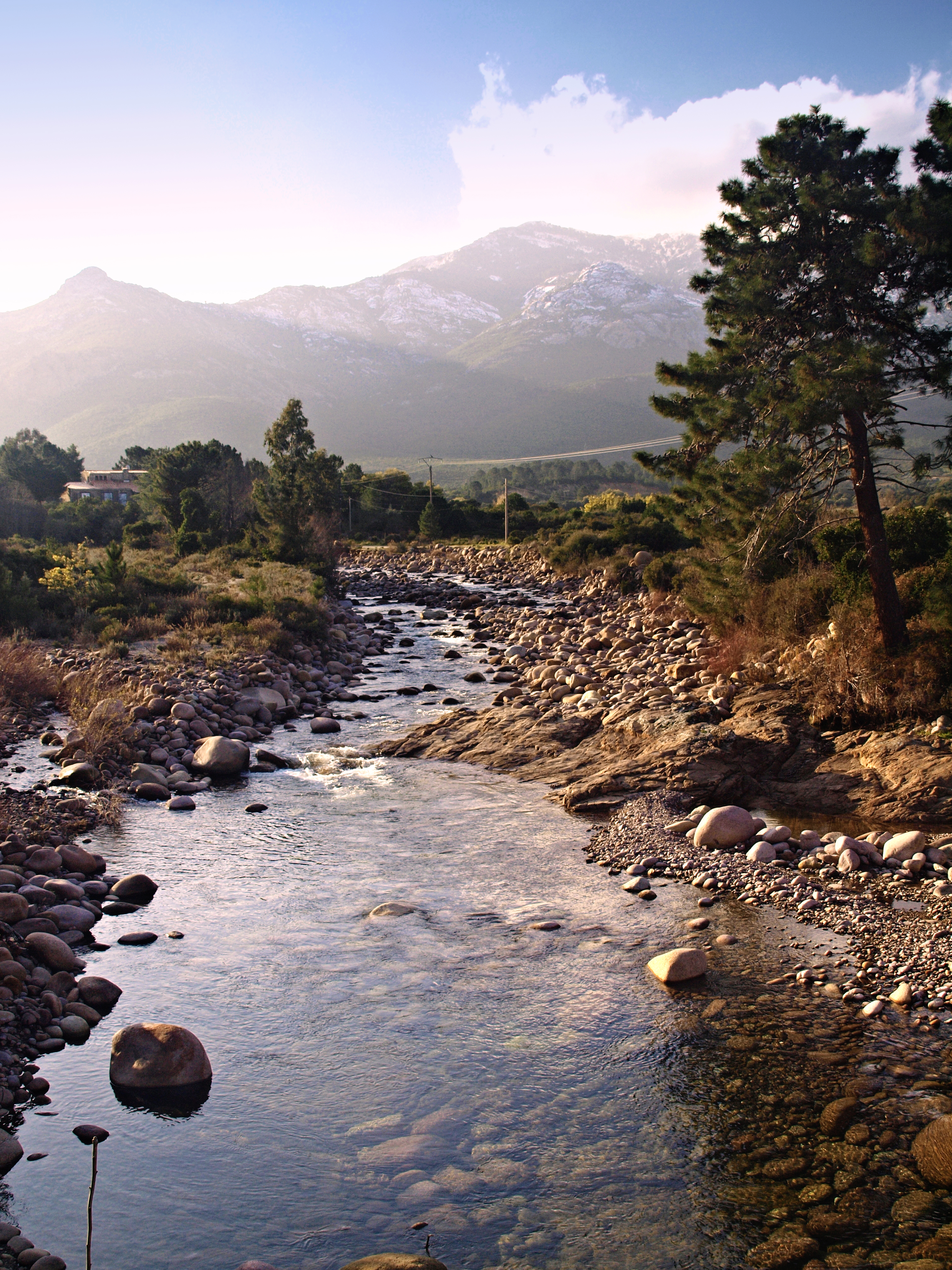
La Figarella en amont du pont RD 51

### Communes et cantons traversés
Entièrement dans le département de la Haute-Corse, la Figarella traverse trois communes et deux cantons :
- dans le sens amont vers aval : Calenzana (source), Moncale, Calvi (embouchure).

Soit en termes de cantons, la Figarella prend sa source sur le canton de Calenzana, puis conflue sur le canton de Calvi, le tout dans l'arrondissement de Calvi.

### Bassin versant
Le Figarella traverse une seule zone hydrographique « Le Figarella » (Y771) de 134 km2 de superficie. Ce bassin versant est constitué à 83,41 % de « forêts et milieux semi-naturels », à 14,76 % de « territoires agricoles », à 1,93 % de « territoires artificialisés ».

### Organisme gestionnaire
L'organisme gestionnaire est le Comité de bassin de Corse, depuis la loi corse du 22 janvier 2002.

### Affluents
Le Figarella a treize affluents référencés :
- -----   le ruisseau du Ladroncellu (rd[note 1]), 2,3 km  entièrement sur Calenzana.
- le ruisseau de Meta di Filu (rg), 2,7 km et un affluent, entièrement sur Calenzana.
- -----   le ruisseau de Purcareccia (rd), 2,4 km entièrement sur Calenzana.
- -----   le ruisseau de Melaghia (rd), 5,4 km et un affluent, entièrement sur Calenzana.
- le ruisseau de Nocaghia ou Nucaghia (rg), 3 km et 10 affluent, entièrement sur Calenzana.
- -----   le ruisseau de la Valle d'Alloru (rd), 2,3 km entièrement sur Calenzana.
- le ruisseau de Frassigna (rg), 2,8 km et deux affluents, entièrement sur Calenzana.
- -----   le ruisseau de l'Onda (rd), 5,1 km entièrement sur Calenzana.
- -----   le ruisseau de Curzulosu (rd), 3,8 km et deux affluents, entièrement sur Calenzana.
- -----   le ruisseau de Pelliciani (rd), 2,8 km et un affluent, sur Calenzana et Moncale.
- -----   le ruisseau de Lioli (rd), 8,4 km et trois affluents, entièrement sur Calenzana.
- la rivière a Ronca (rg), 9,4 km et deux affluents, sur Calenzana et Calvi.
- -----   le ruisseau de Campu Longu (rd), 10 km et un affluent, sur Calenzana et Calvi.

### Dérivation
Construit en 1928 à l’initiative du député et maire de Calvi, Adolphe Landry, (qui lui a donné son nom), le canal de la Figarella est un ouvrage d’art à ciel ouvert de 13 km suivant les courbes de niveau entre la plaine de l’aéroport de Calvi-Sainte-Catherine et la ville de Calvi. Il est alimenté par une dérivation de la Figarella (sur la commune de Calenzana près de l'aéroport). Il était destiné à amener l'eau courante dans le quartier du port. Il permettait ainsi d’économiser l’eau potable, une ressource alors rare et chère. Le canal a aussi permis l’irrigation des terrains traversés. Faute d'entretien, l’eau ne coule plus dans le canal depuis 2011. Pourtant la prise d’eau sur la rivière Figarella est toujours en état, mais l’eau se perd dans les fissures de l’ouvrage faute d'entretien.
L'Association des usagers du canal d'irrigation de la Figarella, créée en 1946, s'est fixée comme but le retour de l'eau dans le canal pour permettre l'irrigation des jardins des riverains.

### Rang de Strahler
Le rang de Strahler est de cinq.

## Hydrologie

### La Figarella à Calenzana
La Figarella a été observé 16 ans à la station Y7715010 - la Figarella à Calenzana depuis le 1er février 1960 jusqu'au 1er novembre 1976  à 438 m d'altitude, et pour un bassin versant de 33,8 km2. Sur cette courte période la moyenne inter annuelle s'établit à 1,05 m3/s.
Le maximum mensuel apparait au printemps au mois d'avril avec 1,96 m3/s et le minimum en été en juillet, trois mois après, avec 0,23 m3/s.

### Étiage ou basses eaux
À l'étiage, c'est-à-dire aux basses eaux, le VCN3, ou débit minimal du cours d'eau enregistré pendant trois jours consécutifs sur un mois, en cas de quinquennale sèche n'a pas pu être calculé. Par contre le QMNA quinquennale sèche s'établit à 0,017 m3/s ou 17 l/s, ce qui est faible,.

### Crues
Sur cette courte période d'observation de 16 ans seulement, le débit journalier maximal a été observé le 26 septembre 1973 pour 73,00 m3/s. Le débit instantané maximal a été observé le 24 septembre 1974 avec 43,50 m3/s et la hauteur maximale instantanée de 272 cm soit 2,72 m le 18 octobre 1961,.
Le QIX 2 est de 32,00 m3/s, le QIX 5 est 51,00 m3/s, le QIX 10 est de 63,00 m3/s et le QIX 20 est de 74,00 m3/s.

### Lame d'eau et débit spécifique
La lame d'eau et le débit spécifique n'ont pas pu être calculé vu la faible période d'observation de 16 ans.